# Луций Ноний Аспренат
Вижте пояснителната страница за други личности с името Луций Ноний Аспренат.
Луций Ноний Аспренат (на латински: Lucius Nonius Asprenas) e политик на късната Римска република през 1 век пр.н.е. Произлиза от фамилията Нонии. Клонът на фамилията Нонии Аспренат са роднини на император Тиберий.
През 36 пр.н.е. е избран за суфектконсул заедно с Квинт Марций.